# Lepidochitona (Lepidochitona) kaasi
Lepidochitona (Lepidochitona) kaasi is een keverslakkensoort uit de familie van de Lepidochitonidae. De wetenschappelijke naam van de soort is voor het eerst geldig gepubliceerd in 2000 door Carmona Zalvide & García.